# Unana
Unana (in russo Унана?) è un vulcano spento situato nella parte sud-orientale della Kamčatka, in Russia. 

## Descrizione
Il vulcano, sorto 200-300 mila anni fa, è un cono isolato con un diametro di base di circa 15 chilometri. Si trova 15 km a nord-ovest del vulcano Taunšic e a sud-ovest del lago Kronockoe. Ha un'altezza assoluta di 2192 m. 
Nella vicina tundra montana si trovano pascoli invernali di renne selvatiche.